# Daniel Gélin

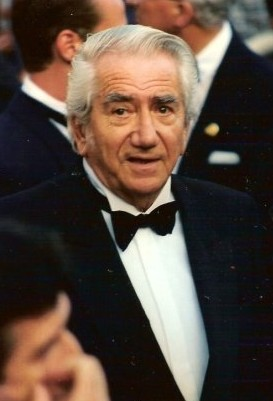
Daniel Gélin bei den Filmfestspielen von Cannes 1996

Daniel Gélin (* 19. Mai 1921 in Angers; † 29. November 2002 in Paris) war ein französischer Schauspieler.

## Leben
Daniel Gélin erhielt eine klassische Schauspielausbildung und arbeitete von 1940 an gleichermaßen am Theater und für die Leinwand. Internationale Bekanntheit erlangte er durch Max Ophüls’ Film Der Reigen (1950), in dem er den jungen unglücklichen Verehrer einer reifen Frau darstellte. Neben Gérard Philipe und Yves Montand gehörte er zu den bekanntesten Gesichtern des französischen Nachkriegsfilms, erreichte jedoch nicht deren Kultstatus. Im internationalen Film spielte er eine Nebenrolle in Alfred Hitchcocks Kriminalfilm Der Mann, der zuviel wusste (1956). Insgesamt trat Gélin in über 170 Filmen auf. Immer wieder zog es ihn zum Theater zurück, für das er nicht nur als Schauspieler, sondern auch als Regisseur wirkte.
Von 1945 bis 1954 war er mit seiner Kollegin Danièle Delorme verheiratet; mit ihr zusammen bildete er eines der Traumpaare des französischen Kinos jener Zeit. Aus der Ehe ging ein Sohn hervor, der Schauspieler und Regisseur Xavier Gélin (1946–1999). Außerdem war Gélin der Vater der Schauspielerinnen Maria Schneider (1952–2011) und Fiona Gélin (* 1962).
Daniel Gélin starb im Alter von 81 Jahren und wurde auf dem Cimetière de Rocabey (Div. 15) in Saint-Malon-sur-Mel in der Bretagne beigesetzt.

## Filmografie (Auswahl)
- 1940: Miquette
- 1941: Ihr erstes Rendezvous (Premier rendezvous)
- 1942: Der Mörder wohnt Nr. 21 (L'assassin habite au 21)
- 1946: Martin Roumagnac
- 1946: Wenn der Himmel versagt (La tentation de Barbizon)
- 1949: Jugend von heute (Rendez-vous de juillet)
- 1950: Gott braucht Menschen (Dieu a besoin des hommes)
- 1950: Der Reigen (La ronde)
- 1951: Edouard und Caroline (Edouard et Caroline)
- 1951: Die schmutzigen Hände (Les mains sales)
- 1952: Pläsier (Le plaisir)
- 1952: Geständnis einer Nacht (La minute de verité)
- 1952: Liebenswerte Frauen? (Adorables créatures)
- 1952: Männer ohne Tränen (La voce del silenzio)
- 1952: Von Sensationen gehetzt (Les dents longues) – auch Regie und Drehbuch
- 1953: Liebe im Kreise (Rue de l’Estrapade)
- 1953: Liebe ohne Gnade (L’ésclave)
- 1954: Der Schnee war schmutzig (La neige était salle)
- 1954: Versailles – Könige und Frauen (Si Versailles m'était conté)
- 1954: Der Fall Maurizius (L'affaire Maurizius)
- 1954: Die freudlose Straße (La romana)
- 1954: Nächte in Lissabon (Les Amants du Tage)
- 1955: Napoleon (Napoléon)
- 1956: Ein Schatten auf dem Dach (Je reviendrai à Kandara)
- 1956: Der Mann, der zuviel wusste (The Man Who Knew Too Much)
- 1956: Das Gänseblümchen wird entblättert (En effeuillant la marguerite)
- 1956: Das Halbblut von Saigon (Mort en fraude)
- 1957: Kavaliere (Charmants garçons)
- 1957: Luzifers Tochter (Retour de Manivelle)
- 1958: Das Mädchen aus Hamburg (La fille de Hambourg)
- 1960: Karthago in Flammen (Cartagine in fiamme)
- 1960: Reigen der Liebe (La morte saison des amours)
- 1962: Wir bitten zu Bett (Les petits matins)
- 1965: Brennt Paris? (Paris brûle-t-il?)
- 1965: Mord im Fahrpreis inbegriffen (Compartiment tueurs)
- 1965: Die Stunde der Wahrheit (L’heure de la vérité)
- 1966: Zeugin aus der Hölle
- 1966: Karriere (À belles dents)
- 1966: Zwei Girls vom Roten Stern (Duel à la Vodka)
- 1966: Heiße Nächte (Soleil noir)
- 1969: Slogan
- 1971: Herzflimmern (Le souffle au cœur)
- 1973: Auf verlorenem Posten (La polizia è al servizio del cittadino?)
- 1977: Wir kommen alle in den Himmel (Nous irons tous au paradis)
- 1978: Schwüle Tage (Fernsehfilm)
- 1982: Flucht nach Varennes (La nuit de Varennes)
- 1984: Les Enfants – Die Kinder (Les enfants)
- 1986: Killing Cars
- 1987: Das Leben ist ein langer, ruhiger Fluß (La vie est un long fleuve tranquille)
- 1989: Das Erbe der Guldenburgs
- 1990: Der teuflische Mr. Frost (Mister Frost)
- 1990: Bettkarriere (Promotion canapé)
- 1993: Hallo, wir leben noch (Roulez jeunesse)
- 1994: Maigret: Die Versteigerung (Maigret et la vente à bougie) (Fernsehfilm)
- 1997: Obsession